# The Foggy Dew
The Foggy Dew (in italiano "La nebbia del mattino") è una ballata irlandese, che descrive la Sollevazione di Pasqua del 1916 con lo scopo di incoraggiare gli irlandesi a combattere per la causa irlandese, piuttosto che per gli inglesi, come molti giovani stavano facendo durante la prima guerra mondiale.
È stata scritta da Canon Charles O'Neill, un parroco irlandese: dopo aver assistito alla prima seduta del parlamento irlandese volle dedicare una canzone alla sollevazione di Pasqua, che è considerata uno degli eventi più importanti che portarono all'indipendenza dell'Irlanda. O'Neill scrisse il testo mentre per la musica si limitò ad apportare delle modifiche ad una vecchia canzone d'amore irlandese "The Moorlough Shore". La quarta e la sesta strofa sono state aggiunte successivamente.

## Testo
As down the glen one Easter morn to a city fair rode I

There Armed lines of marching men in squadrons passed me by

No pipe did hum nor battle drum did sound its loud tattoo

But the Angelus Bell o'er the Liffey's swell rang out through the foggy dew
Right proudly high over Dublin Town they hung out the flag of war

'Twas better to die 'neath an Irish sky than at Suvla or Sud-El-Bar

And from the plains of Royal Meath strong men came hurrying through

While Britannia's Huns, with their long range guns sailed in through the foggy dew
'Twas England bade our Wild Geese go, that small nations might be free;

Their lonely graves are by Suvla's waves or the fringe of the great North Sea.

Oh, had they died by Pearse's side or fought with Cathal Brugha

Their graves we'd keep where the Fenians sleep, 'neath the shroud of the foggy dew.
[Oh the night fell black, and the rifles' crack made Perfidious Albion reel

In the leaden rain, seven tongues of flame did shine o'er the lines of steel

By each shining blade a prayer was said, that to Ireland her sons be true

But when morning broke, still the war flag shook out its folds in the foggy dew]

Oh the bravest fell, and the Requiem bell rang mournfully and clear

For those who died that Easter tide in the spring time of the year

And the world did gaze, in deep amaze, at those fearless men, but few,

Who bore the fight that freedom's light might shine through the foggy dew
[As back through the glen I rode again and my heart with grief was sore

For I parted then with valiant men whom I never shall see more

But to and fro in my dreams I go and I kneel and pray for you,

For slavery fled, O glorious dead, when you fell in the foggy dew].

### Traduzione italiana
Una mattina di Pasqua cavalcavo per una stretta valle verso una fiera città

Lì mi passarono dinanzi file di uomini armati in marcia

Né cornamusa suonò né tamburo rullò

Si udì la sola campana dell'Angelus rintoccare sul fruscio del Liffey nella nebbia del mattino.
Proprio sopra la città di Dublino levarono arditamente il vessillo di guerra

'Meglio morire sotto il cielo d'Irlanda che nella battaglia di Sulva o a Sud el Bar.'

E dalle pianure del Royal Meath giunsero in fretta altri arditi uomini

Mentre i razziatori britannici facevano vela coi loro cannoni nella nebbia del mattino.
Fu dell'Inghilterra la promessa ai nostri Wild Geese (i.e. reggimenti con effettivi irlandesi) 'le piccole nazioni potranno essere libere'

Eppure i loro romiti sepolcri stanno fra le onde del Sulva, sulle scogliere del grande mare del Nord.

Splendido sarebbe stato se fossero morti accanto a Pearse, se avessero combattuto assieme a Cathal Brugha

Serberemo il loro ricordo laddove riposano i Feniani, nel manto della nebbia del mattino.
[Oh la notte calo' scura ed il fragore dei fucili fece vacillare la perfida Albione (i.e. la malevola Inghilterra)

Nel mezzo della pioggia di piombo, sette lingue di fuoco scintillarono sopra le linee d'acciaio

Da ciascuna lama scintillante una preghiera fu detta, che all'Irlanda i suoi figli sarebbero rimasti fedeli

Ma quando il mattino irruppe, il vessillo di guerra dispiego' le proprie pieghe ancora nella nebbia del mattino.]
I più arditi caddero e nel silenzio le campane suonarono tristemente il Requiem

Per coloro che morirono in quella Pasqua di primavera.

Il mondo guardò con grande stupore quei pochi impavidi uomini

Che combatterono affinché potesse splendere un bagliore di libertà nella nebbia di quel mattino.
[Cavalcando tornai in quella valle e il mio cuore pianse di dolore,

Ché lì avevo lasciato uomini di valore che mai avrei più rivisto.

E nel tornare al vostro ricordo m'inginocchio e prego,

Ché l'oppressione finì quando voi, o gloriosi morti, cadeste nella nebbia di quel mattino.]